# 20 сантиметров
«20 сантиметров» (исп. 20 centímetros) — испанский комедийный мюзикл 2005 года режиссёра Рамона Саласара. Фильм показывает нравы простых испанцев в сфере их сексуальных предпочтений, с юмором стирая границы гендерных различий между основными персонажами фильма.

## Сюжет
Мариэтта — трансгендерная женщина, которая мечтает завершить своё перевоплощение в женщину и копит деньги на операцию по смене пола. Название фильма в полной мере характеризует размер этой «проблемы» — 20 сантиметров, что, по словам Мариэтты, отличительная черта её семейства по мужской линии. Она живёт с Томасом, «маленьким человеком», с которым у неё чисто дружеские отношения. Томас зарабатывает мелким мошенничеством и спекуляцией с валютой, что у него плохо получается.
За неимением образования и легальной работы, она зарабатывает деньги проституцией. Но у неё есть серьёзная проблема — нарколепсия, от которой она страдает последнее время: всякий раз, когда она испытывает волнение, она теряет сознание. В это время она представляет себя в главной роли какого-либо известного мюзикла, таким образом, музыкальная составляющая занимает около четверти фильма.
Позже ей приходит сообщение, что ей подобрали место в центре занятости. Но по приходе туда она узнаёт, что работать придётся под настоящим именем — Адольфо и в мужской спецодежде, уборщиком в ночную смену, но проработать на этой работе долго не получилось.
Однажды на рынке она замечает Рауля — парня, который работает грузчиком. Разволновавшись, она теряет сознание. Проснувшись спустя несколько часов в больнице, она видит рядом с собой Рауля, который отвёз её в больницу и представился её мужем, чтобы пройти к ней. Они договариваются встретиться позже.
Спустя несколько дней, снова выйдя на работу, она встречает Рауля, который долго искал её. Узнав её настоящее имя и место работы, он несколько ночей подряд ездил на своём мотоцикле в её поисках по всему городу. Он предлагает поехать к ней домой, в это время она теряет сознание. Очнувшись у себя в спальне, она с удивлением понимает, что Рауль делает ей минет, затем просит заняться с ним сексом в пассивной роли с его стороны, что доставляет в итоге ему большое удовольствие. Через пару дней он представляет её своей семье. Сразу после этого они уединяются в его комнате, где он сразу предлагает, чтобы Мариэтта «засунула» ему. За этим делом их застаёт соседка, которая видит всё это из окна напротив. Позже он предлагает ей жить вместе, но Мариэтта это предложение отвергает, так как она хочет стать женщиной и порывает с Раулем, что ей тяжело даётся.
Поссорившись с Томасом, своим соседом по квартире, на тему несостоятельности их дальнейших отношений с Раулем, она выгоняет его из дома. Ко всему прочему, он должен был ей, но потратил эти деньги на покупку билетов в оперу, с целью спекуляции,  у него ничего не получилось. Он решает ограбить соседний китайский ресторан, где его быстро ловят. Соседка Мариэтты, с которой она в дружеских отношениях, по ходу фильма влезает в неизвестный криминальный бизнес. Получив запланированный доход, она делает Мариэтте подарок — недостающие деньги на операцию. Часть их идёт на залог для Томаса, с которым она мирится. Но, тем не менее, она исполняет свою мечту и делает операцию.

## В ролях
| Актёр           | Роль               |
| --------------- | ------------------ |
| Моника Сервера  | Мариэтта (Адольфо) |
| Пабло Пуйоль    | Рауль              |
| Мигель О’Доэрти | Томас              |
| Конча Галан     | Берта (соседка)    |
| Макарена Гомес  | Ребекка            |